# Kilroy was here

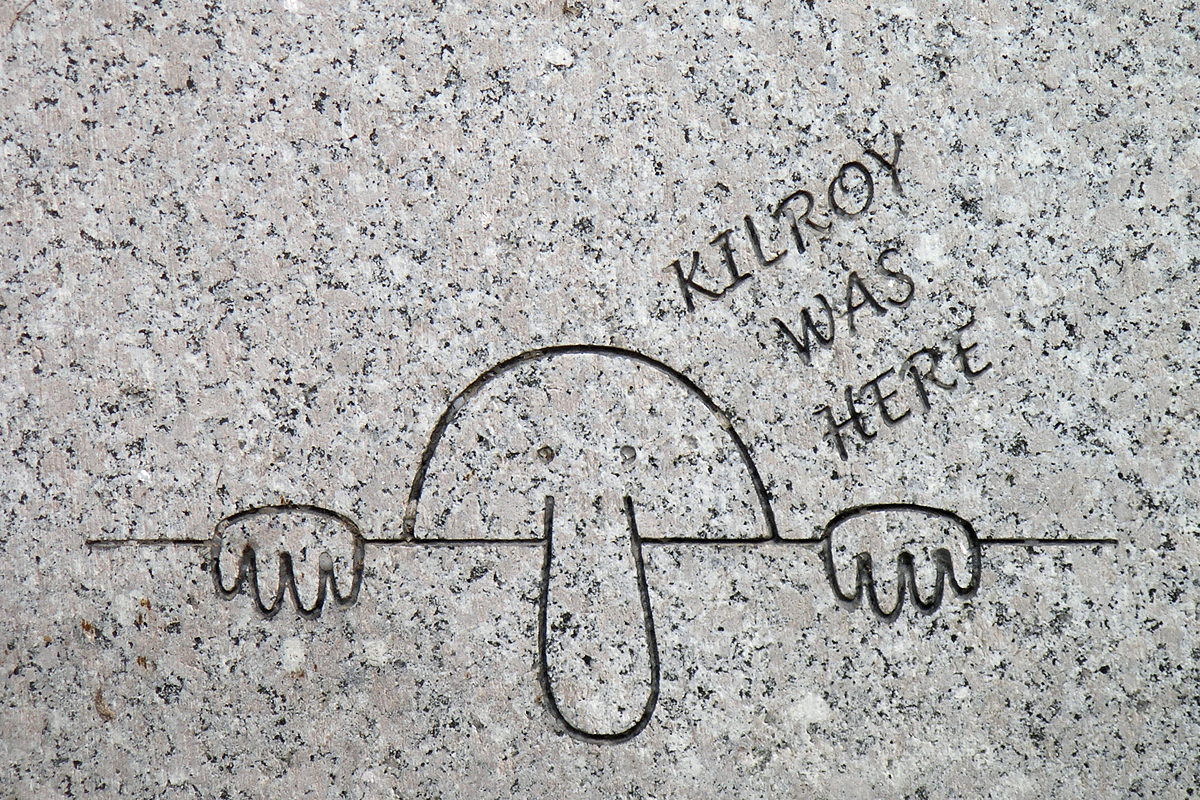
Kilroy na památníku druhé světové války ve Washingtonu, D.C.

Kilroy was here (v překladu Kilroy byl zde) je anglicky psaný projev, zpravidla doplněný kresbou, který se stal obzvláště populární mezi americkými vojáky během druhé světové války.
Nad jeho původem se stále vedou diskuze, ale vždy je zobrazen jako holohlavý muž (nebo s několika trčícími vlasy), s výrazným nosem, který nakukuje přes zeď. Kresbička je doplněna nápisem „Kilroy was here“.
Ve Spojeném království je tato postavička známa jako „Mr. Chad“ nebo jen „Chad“, australský ekvivalent k populárnímu nápisu je „Foo was here“.

## V kultuře
Kilroy se objevil v mnoha filmech, televizních seriálech i hrách. Jednalo se například o film KillRoy Was Here, seriály Americký táta, Pán času, Hranice nemožného, Futurama, Kutil Tim, Kellyho Hrdinové, M*A*S*H, Pepek Námořník, Show Jerryho Seinfelda či Adventure Time, nebo hry Brothers in Arms: Pekelná dálnice.
V českém tisku věnoval v roce 1947 legendě o Kilroyovi celostránkový článek Otto Rádl (ilustrace Eduard Milén).

## Galerie

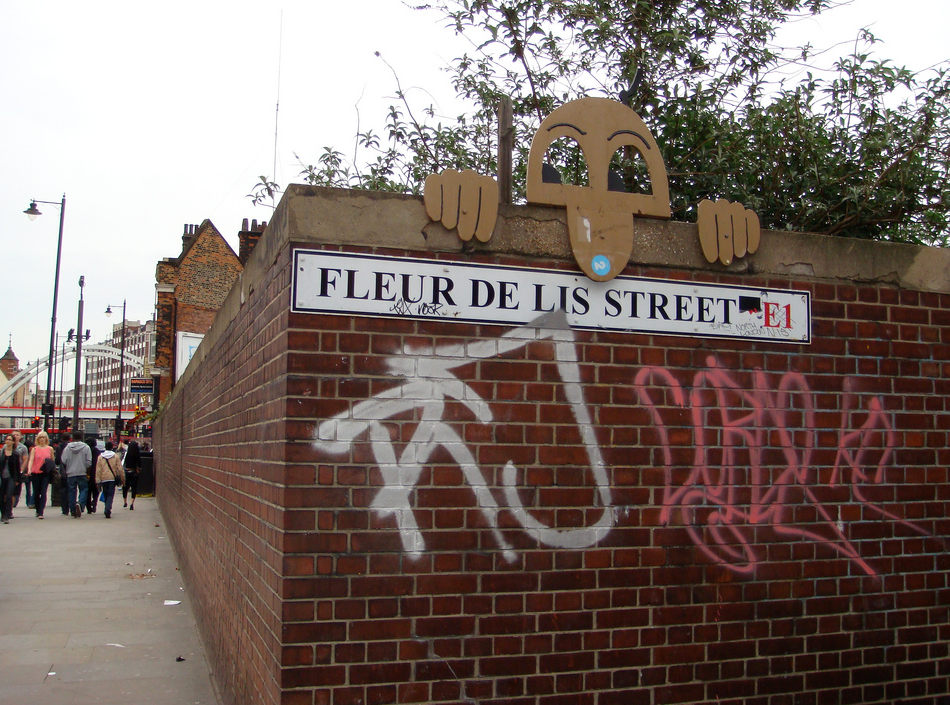
Chad v Londýně
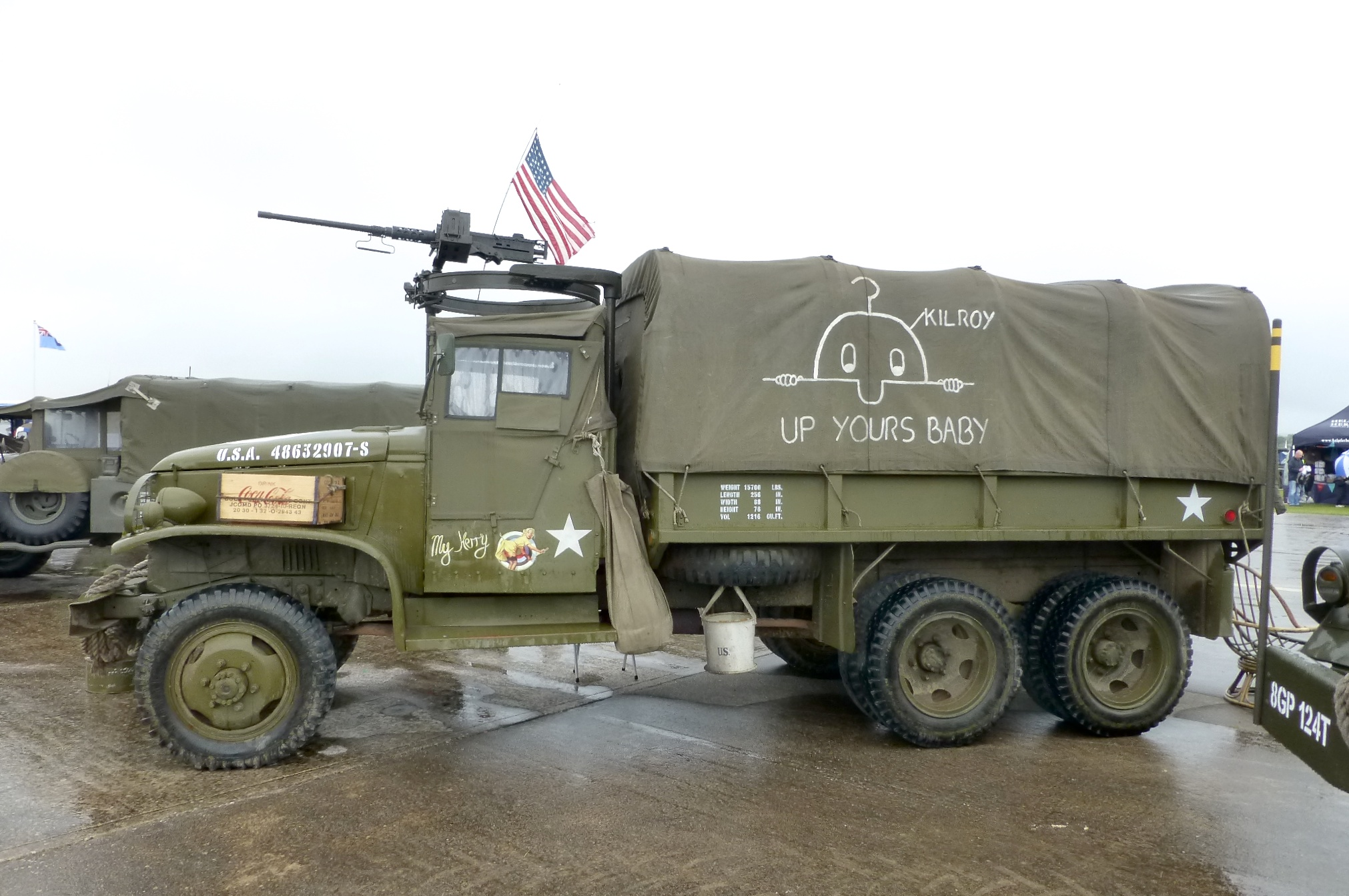
Vůz US Army
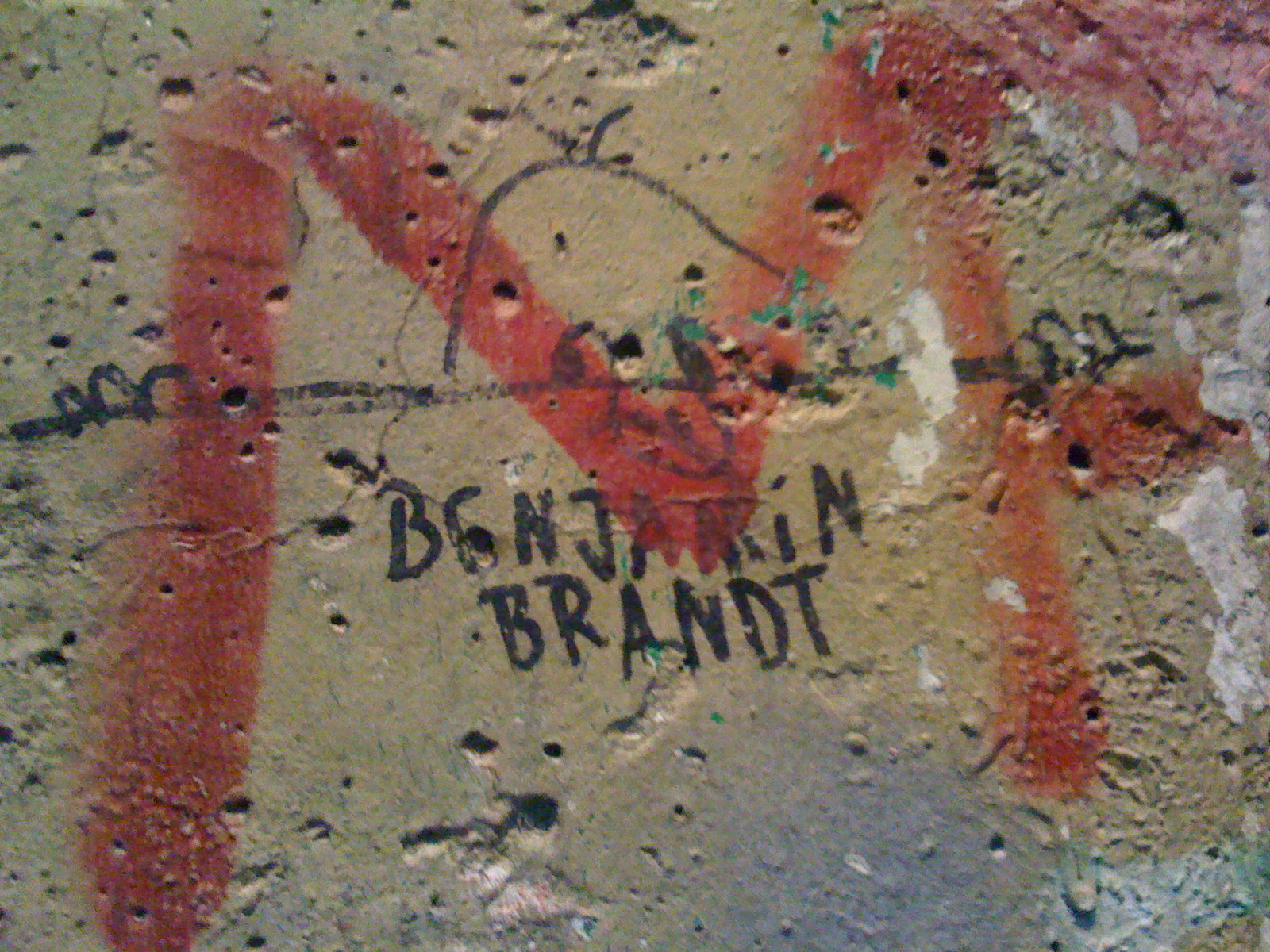
Kilroy na berlínské zdi
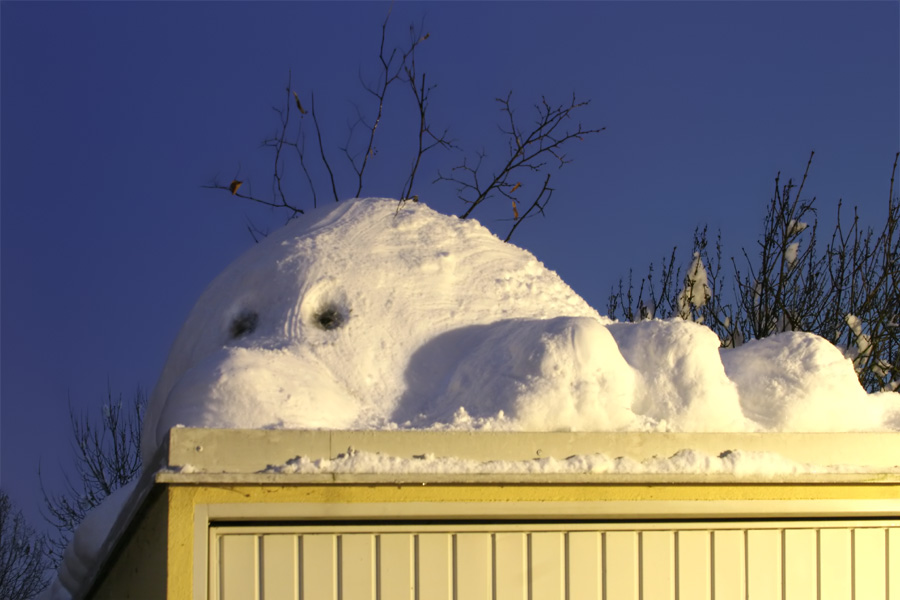
Kilroy jako sněhulák
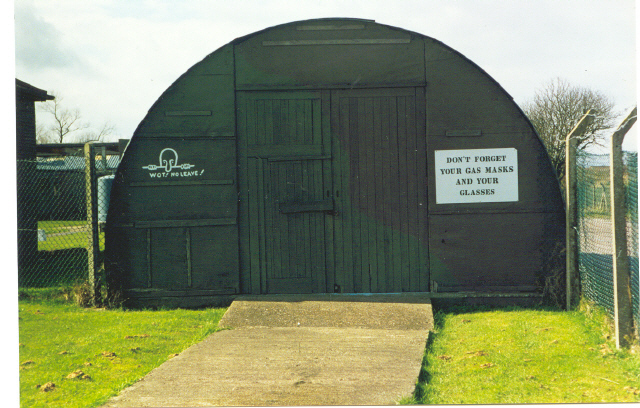
Muzeum bitvy o Británii